# Enrico De Pedis
Enrico De Pedis, connu aussi sous le nom Renatino (né le 15 mai 1954 à Rome et mort dans la même ville le 2 février 1990) est un criminel italien, l'un des fondateurs et le dernier chef de la banda della Magliana.

## Dans la bande della Magliana
La Banda della Magliana est une bande de malfaiteurs italiens basée à Rome dans le quartier de Magliana, mêlée aux drames politiques des « années de plomb » et de la stratégie de la tension au cours de la guerre froide. Elle entretint des rapports opaques avec la Mafia et certains groupuscules de l'extrême-droite romaine. Elle fut particulièrement active de 1970 à 1992.
Ont été attribués à ce groupe criminel des liens avec différentes organisations maffieuses, mais aussi avec des représentants du monde politique comme Licio Gelli (loge P2), de la branche insurrectionnelle d'extrême droite, et avec des secteurs de la finance du Vatican (Institut pour les Œuvres de Religions) en particulier Monseigneur Paul Marcinkus. Ces liens, souterrains par rapport aux activités criminelles normales de la bande (trafic de drogue, d'armes, rapt, paris clandestins...) qui n'ont jamais été complètement éclaircis, ont mis le groupe sur le devant de la scène médiatique durant les années de plomb. La banda della Magliana est liée en outre aux mystères italiens suivants :
- Homicide de Carmine Pecorelli
- Attentat contre Roberto Rosone
- Affaire Roberto Calvi
- Affaire de l'arsenal retrouvé dans les souterrains du ministère de la Santé
- Dépistage dans l'affaire de l'attentat de la gare de Bologne
- Disparition d'Emanuela Orlandi, aussi attribuée aux loups gris

## La mort
Enrico De Pedis a été tué dans un guet-apens à Rome a Via del Pellegrino, dans les alentours de Campo de' Fiori. Son meurtre fut catalogué comme règlement de comptes entre bandits.

## Mystère concernant sa sépulture
La sépulture de De Pedis se trouvait dans la basilique di Sant'Apollinare ; une telle sépulture est normalement réservée aux souverains pontifes, aux cardinaux et aux évêques diocésains émérites.
Pour justifier cette faveur, le 6 mars 1990, trente-deux jours après la mort de Renatino, le recteur de la basilique, monsignor Piero Vergari, attesta par lettre de son statut de grand bienfaiteur : On atteste que monsieur Enrico De Pedis né à Rome - Trastevere le 15/05/1954 et décédé à Rome le 2/2/1990 a été un grand bienfaiteur des pauvres qui fréquentent la basilique et qu'il a les a concrètement aidés.
Le 24 avril, le corps de De Pedis y fut enterré et les clés de la grille furent remises à sa veuve, Carla De Pedis. Néanmoins, cette décision resta controversée.
Le 9 juillet 1997, la journaliste Antonella Estoc écrivit dans Il Messaggero à propos de la sépulture étrange réservée à Enrico De Pedis.
En 2009, à la suite d'une information évoquant la possibilité que la tombe contienne des indications sur le sort d'Emanuela Orlandi, le Bureau du procureur de Rome ordonna une enquête sur les circonstances de la sépulture. En 2011, Antonio Mancini, ancien de la Banda della Magliana, prétendit que cette sépulture avait été promise à De Pedis en remerciement d'avoir fait arrêter les crimes (dont le kidnapping d'E. Orlandi) destinés à faire pression sur le Vatican pour qu'il dédommage les membres de la bande de leurs pertes dans la faillite de la banque Ambrosiano.
La tombe fut ouverte en mai 2012. Se trouvaient dans la crypte utilisée comme sépulture depuis l'époque napoléonienne de nombreuses boîtes contenant des ossements humains non identifiés. Ils devaient être testés pour voir si les restes d'E. Orlandi se trouvaient parmi eux, mais aucune annonce en ce sens n'a été faite. Le 18 juin 2012, à l'issue de nouvelles investigations menées sur l'inhumation, le corps de De Pedis a été déplacé de la basilique de Sant'Apollinare et transféré au cimetière de  Prima Porta où il a été incinéré. Par la suite, les cendres ont été dispersées dans la mer,.

## Dans les médias
Enrico De Pedis a inspiré le personnage Il dandi dans le roman Romanzo Criminale de Giancarlo De Cataldo.
On peut aussi voir son histoire dans 
- le film Romanzo criminale
- la série Romanzo criminale (série télévisée) où il est interprété par Alessandro Roja dont la première saison a été diffusée sur Canal+ en 2009[1]
- dans la mini série The Vatican Girl, diffusée sur Netflix.